# Carn Gluze

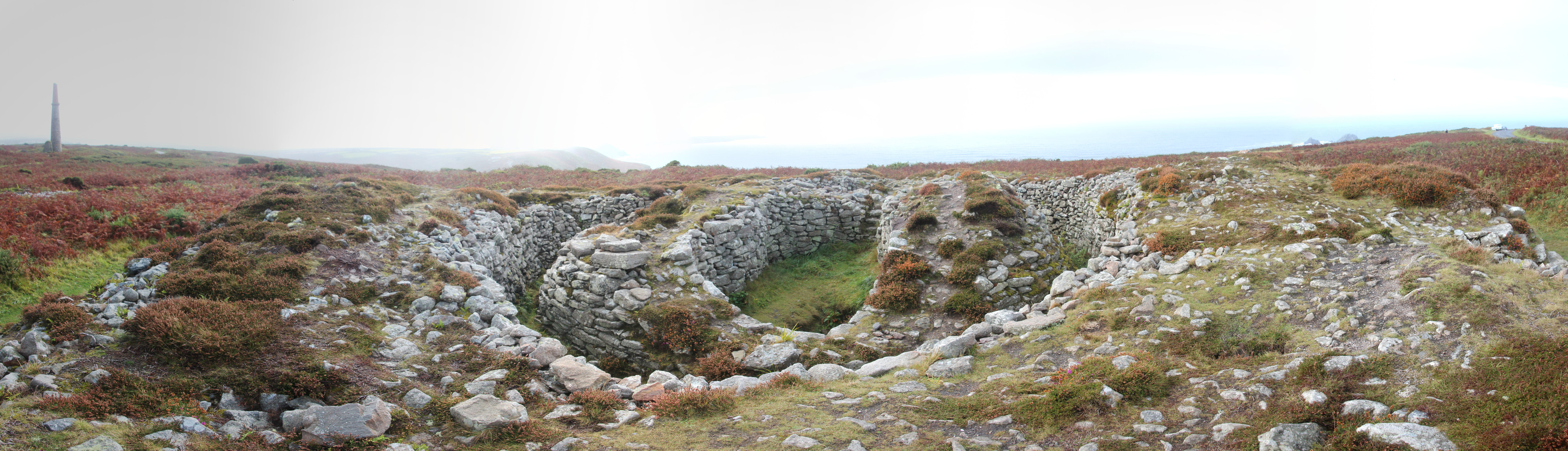
Carn Gluze

Carn Gluze (oder Gloose – bekannter als Ballowall Barrow) ist ein großer Cairn an der Küste von Cornwall in Großbritannien mit Blick auf die Scilly-Inseln. Der bereits 1870 von William Copeland Borlase (1848–1899) ausgegrabene Komplex liegt südlich des Cape Cornwall, bei St. Just, am South West Coast Path und ist auf den Britischen Inseln einmalig.
Im Zentrum besteht die Anlage aus einer großen Kammer von etwa 11,3 m Durchmesser, die aus Trockenmauerwerk gebildet wird und von einem Kraggewölbe bedeckt war. Neben mehreren unterhalb der Plattform eingefügten Steinkisten wurde an deren Außenkante ein Eingangsgrab eingebaut. Die Kammer enthielt eine in den Fels geschnittene T-förmige Grube, die als symbolischer Eintritt in die Unterwelt angesehen wird.

Carn Gluze
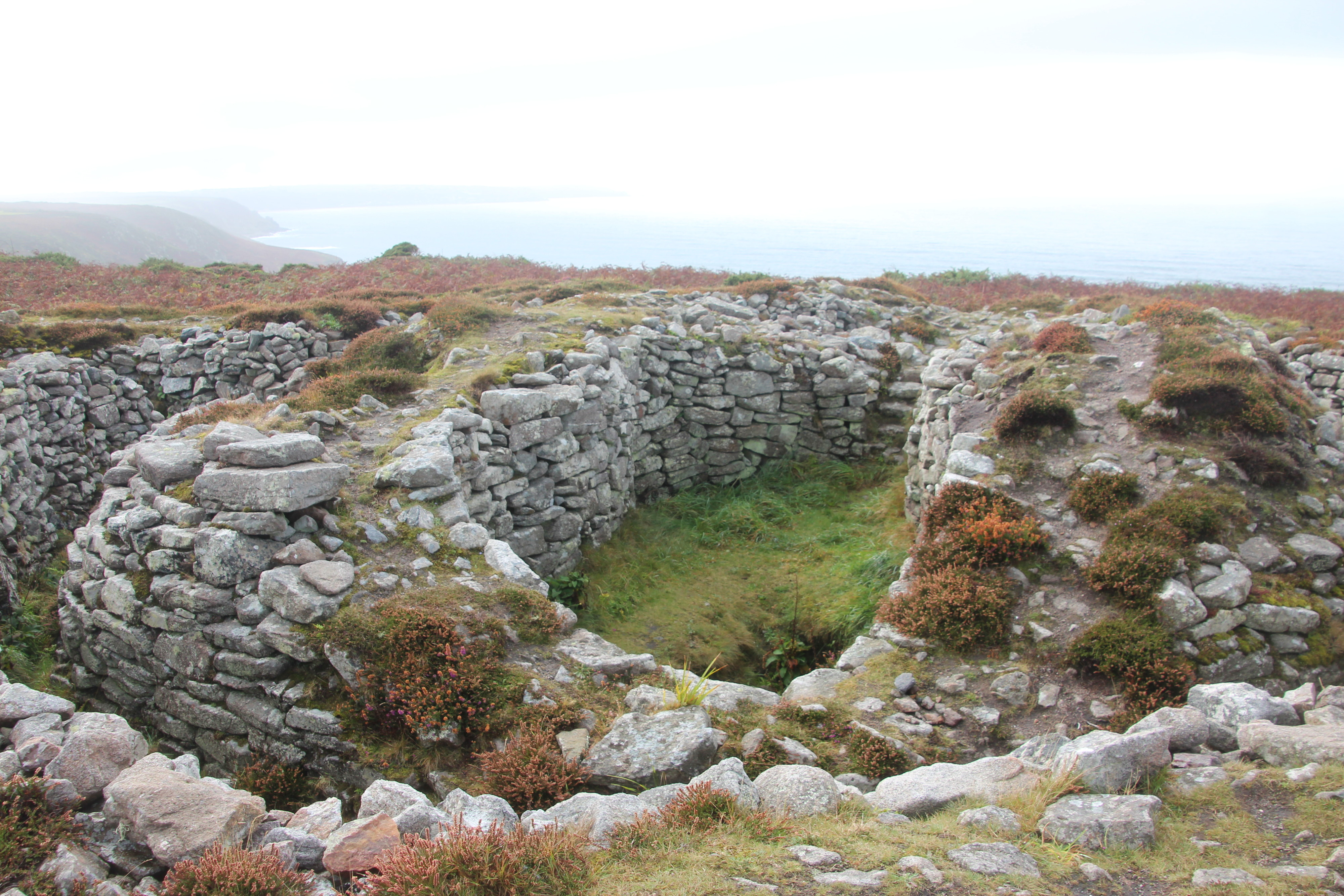
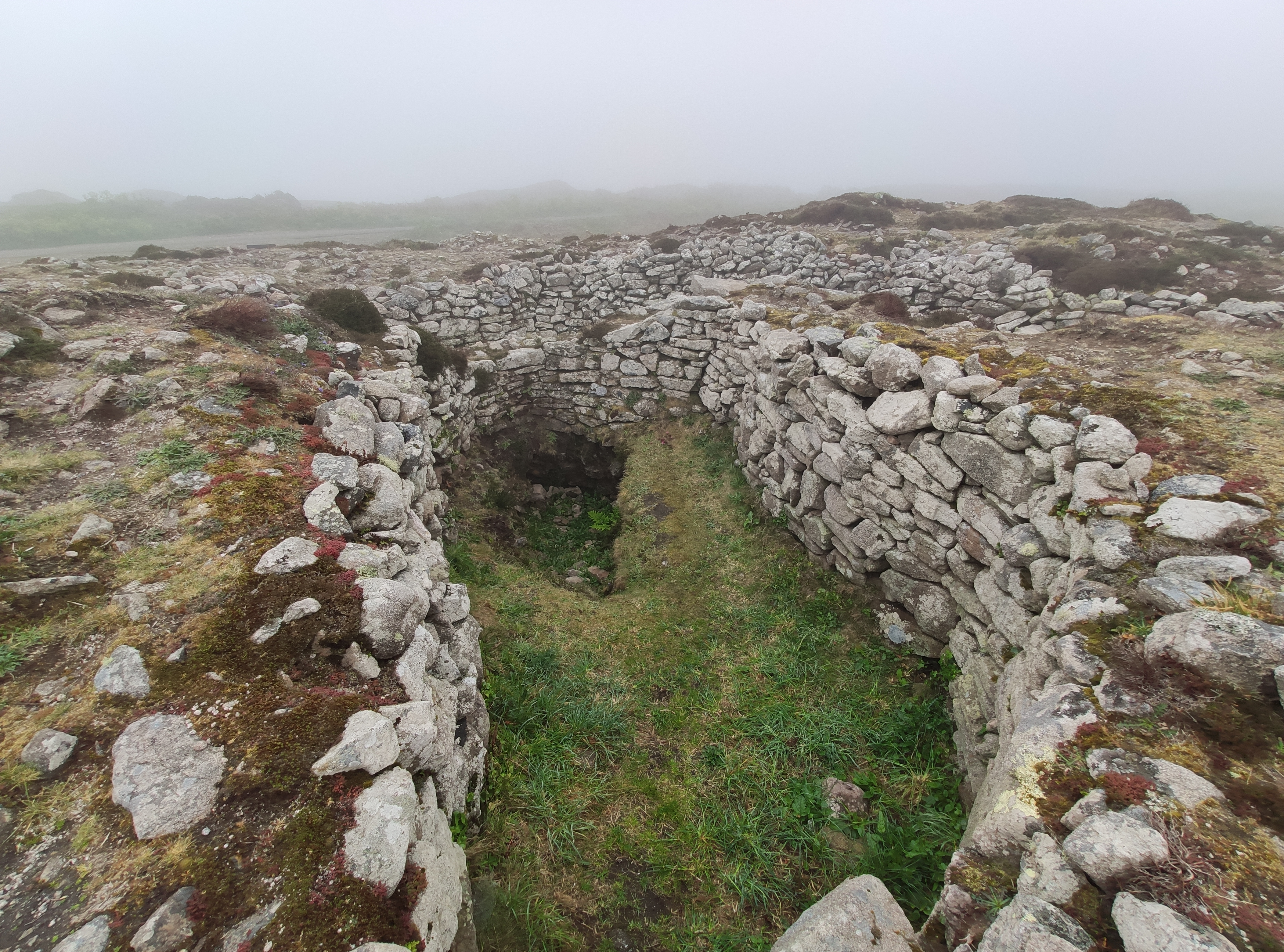
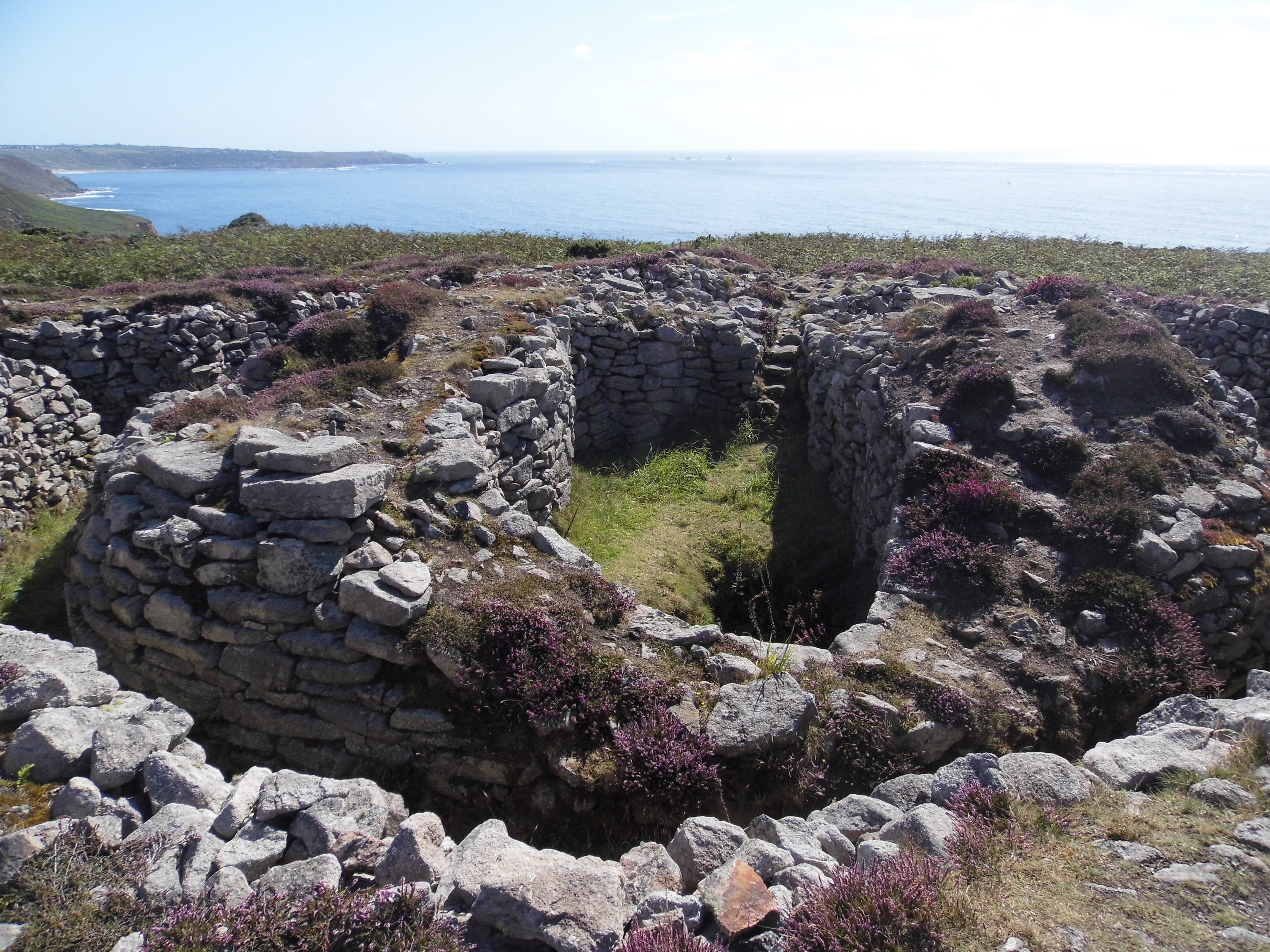
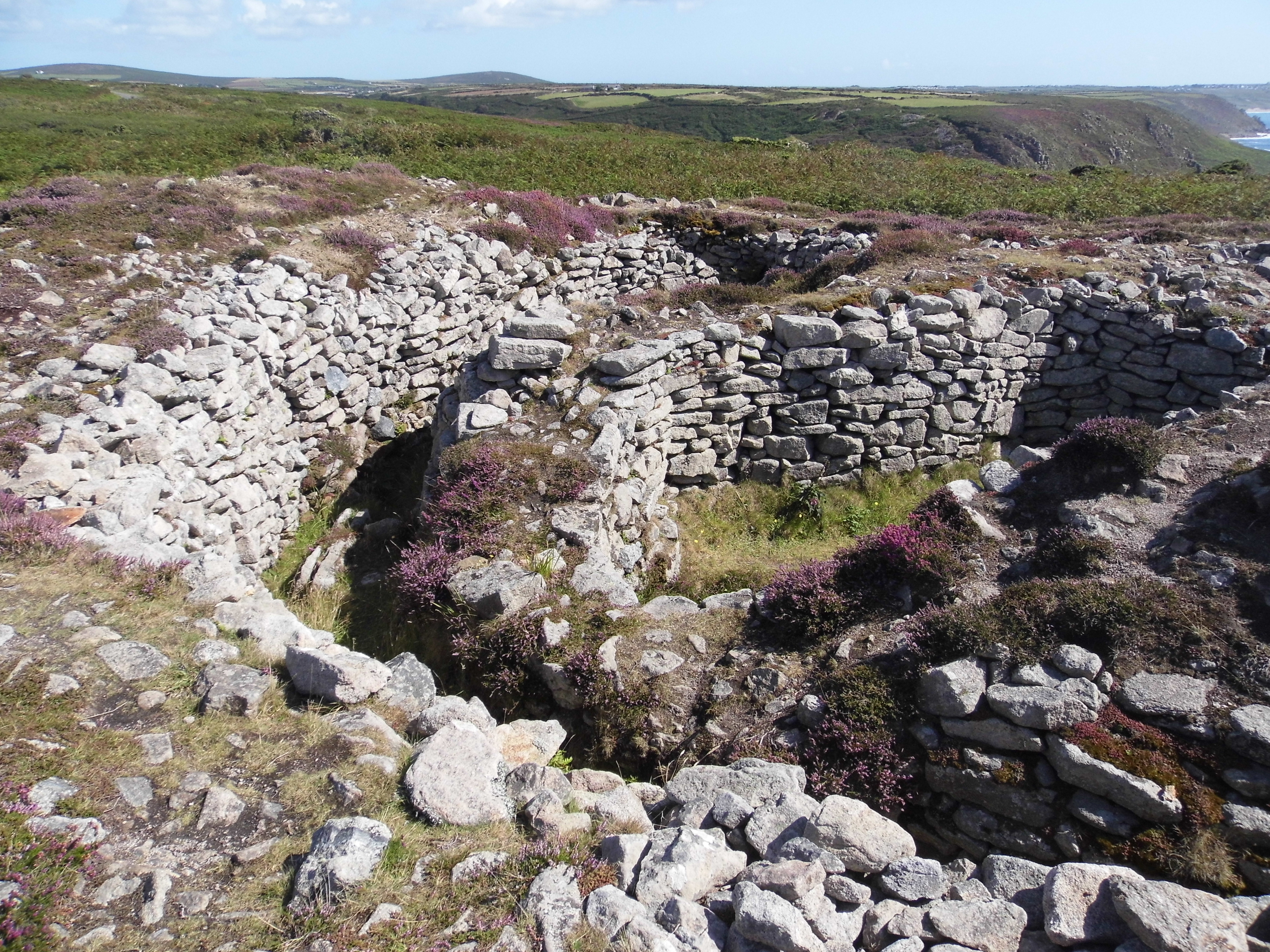
Carn Gluze

Später wurde das Denkmal umgebaut. Eine runde Plattform von etwa 25 m Durchmesser wurde um die Kammer errichtet. Sie begrub den unteren Teil der Kammer, so dass nur das Dach herausragte. Ein Passage tomb wurde im Südwesten am äußeren Rand errichtet und mehrere Steinkisten befinden sich unterhalb der Plattform.
Das heutige Erscheinungsbild des Cairns entstand durch den Einsatz eines Baggers, der einen Graben rund um die zentrale Kammer und einen Gang aushob. Die Anlage stammt vom Übergang der Stein- auf die Bronzezeit.